# Gălbinași (Buzău)
Pour les articles homonymes, voir Gălbinași.

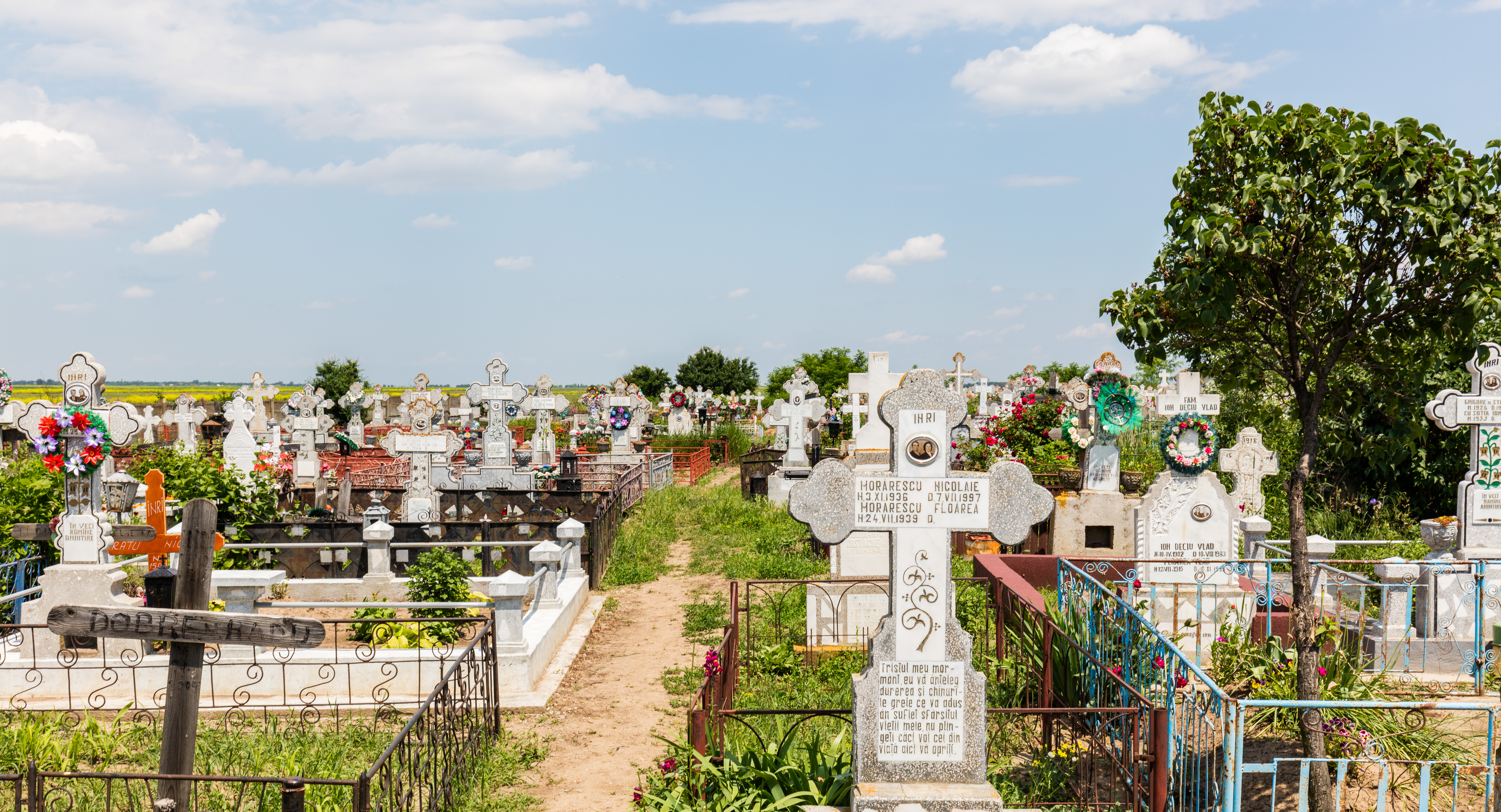

Gălbinași est une commune du județ de Buzău en Roumanie.